# Culicoides quadratus
Culicoides quadratus är en tvåvingeart som beskrevs av Tokunaga 1951. Culicoides quadratus ingår i släktet Culicoides och familjen svidknott. Inga underarter finns listade i Catalogue of Life.